# Скопски регион
Скопски статистички регион (мкд. Скопски Плански Регион) јесте једна од 8 статистичких региона Северне Македоније. Суштински, Скопски регион се поклапа са границама некадашње општине Скопље из времена СФРЈ.

## Положај
Скопски статистички регион се налази у северном делу земље и има државну границу на северу са Србијом (Косово и Метохија). Са других страна област се граничи са другим областима:
- североисток — Североисточни регион
- исток — Источни регион
- југ — Вардарски регион
- југозапад — Југозападни регион
- запад — Полошки регион

## Општине
- Град Скопље
  - Општина Аеродром
  - Општина Бутел
  - Општина Гази Баба
  - Општина Ђорче Петров
  - Општина Карпош
  - Општина Кисела Вода
  - Општина Сарај
  - Општина Центар
  - Општина Чаир
  - Општина Шуто Оризари
- Општина Арачиново
- Општина Зелениково
- Општина Илинден
- Општина Петровец
- Општина Сопиште
- Општина Студеничани
- Општина Чучер-Сандево

## Становништво
Скопски статистички регион имао је по последњем попису из 2002. г. 571.040 становника, од чега у самом граду Скопљу 506.926 ст.
Према народности састав становништва 2002. године био је следећи:
|           | Број    | Постотак |
| Укупно    | 571.040 | 100%     |
| Македонци | 367.717 | 64,39%   |
| Албанци   | 132.014 | 23,11%   |
| Роми      | 23.976  | 4,19%    |
| Срби      | 17.650  | 3,09%    |
| Бошњаци   | 12.823  | 2,24%    |
| Турци     | 12.123  | 2,12%    |
| остали    | 4.737   | 0,82%    |

Према вероисповести састав становништва био је следећи:
|             | Број    | Постотак |
| Укупно      | 571.040 | 100%     |
| православље | 402.367 | 70,46%   |
| ислам       | 165.936 | 29,05%   |
| остало      | 2.737   | 0,47%    |